# Оператор Дірака
Оператор Дірака — загальна назва диференціальних операторів, які є квадратними коренями деякого оператора другого порядку, найчастіше оператора Лапласа і його аналогів.
Тобто оператор {\displaystyle D} є оператором Дірака для даного оператора другого порядку {\displaystyle \Delta }, якщо
{\displaystyle D^{2}=\Delta .}
У фізиці високих енергій ця вимога часто послаблюється: передбачається тільки, що головна частина {\displaystyle D^{2}} збігається з {\displaystyle \Delta }.

## Приклад
- {\displaystyle D=-i\cdot \partial _{x}} є оператором Дірака на дотичному розшаруванні над прямою.
- Для диференціальних форм на рімановому многовиді оператор Дірака можна визначити як

{\displaystyle D=\sum _{i}e_{i}\bullet \nabla _{e_{i}},}
де {\displaystyle e_{i}} — ортонормований репер у точці, {\displaystyle \nabla } — зв'язність, а {\displaystyle \bullet } — множення Кліфорда. Його квадрат
{\displaystyle D^{2}=\sum _{i,j}e_{i}\bullet e_{j}\bullet \nabla _{e_{i},e_{j}}^{2}}
називається лапласіаном Дірака; для функцій він збігається з оператором Лапласа — Бельтрамі, але він також визначений на формах усіх степенів.